# Olympische Sommerspiele 1968/Reiten
Bei den XIX. Olympischen Spielen 1968 in Mexiko-Stadt wurden sechs Wettbewerbe im Reiten ausgetragen.

## Dressur

### Einzel
| Platz | Land | Reiter und Pferd           | Punkte |
| ----- | ---- | -------------------------- | ------ |
| 1     | URS  | Iwan Kisimow auf „Ichor“   | 1572   |
| 2     | FRG  | Josef Neckermann „Mariano“ | 1546   |
| 3     | FRG  | Reiner Klimke auf „Dux“    | 1537   |

25. Oktober

### Mannschaft
| Platz | Land | Reiter und Pferde                                                                               | Punkte |
| ----- | ---- | ----------------------------------------------------------------------------------------------- | ------ |
| 1     | FRG  | Liselott Linsenhoff „Piaff“ Reiner Klimke auf „Dux“ Josef Neckermann auf „Mariano“              | 2699   |
| 2     | URS  | Iwan Kalita auf „Absent“ Iwan Kisimow auf „Ichor“ Jelena Petuschkowa auf „Pepel“                | 2657   |
| 3     | SUI  | Henri Chammartin auf „Wolfdietrich“ Gustav Fischer auf „Wald“ Marianne Gossweiler auf „Stephan“ | 2526   |

24. Oktober

## Springreiten

### Einzel
| Platz | Land | Reiter und Pferd                   | Fehler / Zeit |
| ----- | ---- | ---------------------------------- | ------------- |
| 1     | USA  | William Steinkraus auf „Snowbound“ | 4 Fehler      |
| 2     | GBR  | Marion Coakes auf „Stroller“       | 8 Fehler      |
| 3     | GBR  | David Broome auf „Mr. Softee“      | 12 Fehler     |

23. Oktober

### Mannschaft
| Platz | Land | Reiter und Pferde                                                                                    | Fehlerpunkte |
| ----- | ---- | --- | ------------ |
| 1     | CAN  | James Day auf „Canadian Club“ James Elder auf „The Immigrant“ Thomas Gayford auf „Big Dee“           | 102,75       |
| 2     | FRA  | Pierre Jonquères d’Oriola auf „Nagir“ Janou Lefèbvre auf „Rocket“ Jean Rozier auf „Quo Vadis“        | 110,50       |
| 3     | FRG  | Alwin Schockemöhle auf „Donald Rex“ Hermann Schridde auf „Dozent II“ Hans Günter Winkler auf „Enigk“ | 117,25       |

27. Oktober

## Vielseitigkeit

### Einzel
| Platz | Land | Reiter und Pferd               | Strafpunkte |
| ----- | ---- | ------------------------------ | ----------- |
| 1     | FRA  | Jean-Jacques Guyon auf „Pitou“ | 38,86       |
| 2     | GBR  | Derek Allhusen auf „Lochinvar“ | 41,61       |
| 3     | USA  | Michael Page auf „Foster“      | 52,31       |

21. Oktober

### Mannschaft
| Platz | Land | Reiter und Pferde                                                                              | Strafpunkte |
| ----- | ---- | ---------------------------------------------------------------------------------------------- | ----------- |
| 1     | GBR  | Derek Allhusen auf „Lochinvar“ Reuben Jones auf „The Poacher“ Richard Meade auf „Cornishman V“ | 175,93      |
| 2     | USA  | Michael Page auf „Foster“ Michael Plumb auf „Plain Sailing“ James Wofford auf „Kilkenny“       | 245,87      |
| 3     | AUS  | Brian Cobcroft auf „Depeche“ Wayne Roycroft auf „Schiwago“ Bill Roycroft auf „Warrathoola“     | 331,26      |

21. Oktober